# FK Milano Kumanovo
El FK Milano Kumanovo (en macedònic ФК Милано) és un club de futbol macedoni de la ciutat de Kumànovo.